# Verbandsgemeinde Ruwer
Die Verbandsgemeinde Ruwer ist eine rheinland-pfälzische Verbandsgemeinde im Landkreis Trier-Saarburg und liegt südöstlich der kreisfreien Stadt Trier im moselfränkischen Sprachraum. Das Gebiet ist geprägt durch die jahrtausendealte Weinkulturlandschaft des unteren Ruwertals sowie die links und rechts der Ruwer bis in den Osburger Hochwald und die Schöndorfer Pfarrei ansteigenden waldreichen Ausläufer des Hunsrücks.

## Geographie

### Geographische Lage
Die Verbandsgemeinde Ruwer liegt hauptsächlich im Bereich der naturräumlichen Landschaftseinheiten Unteres Ruwertal, Ruwerengtal, Osburger Hunsrück und Osburger Hochwald, teilweise auch im Bereich der Pellinger Hochflächen, dem Tarforster Plateau und der Leiwener Moselrandhöhen.
Die Höhenlage des Verbandsgemeindegebietes reicht von etwa 135 m ü. NHN bei Mertesdorf bis zu 708 m ü. NHN auf dem Rösterkopf bei Osburg. Am Fuße des Rösterkopfes entspringt der rechte Moselzufluss Ruwer.

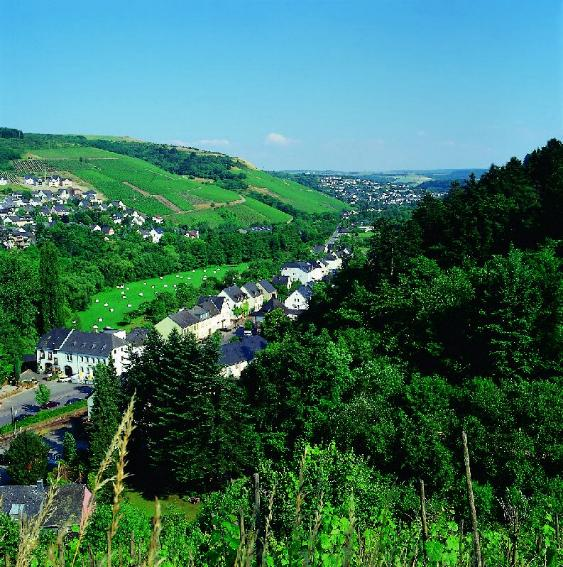
Ruwertal
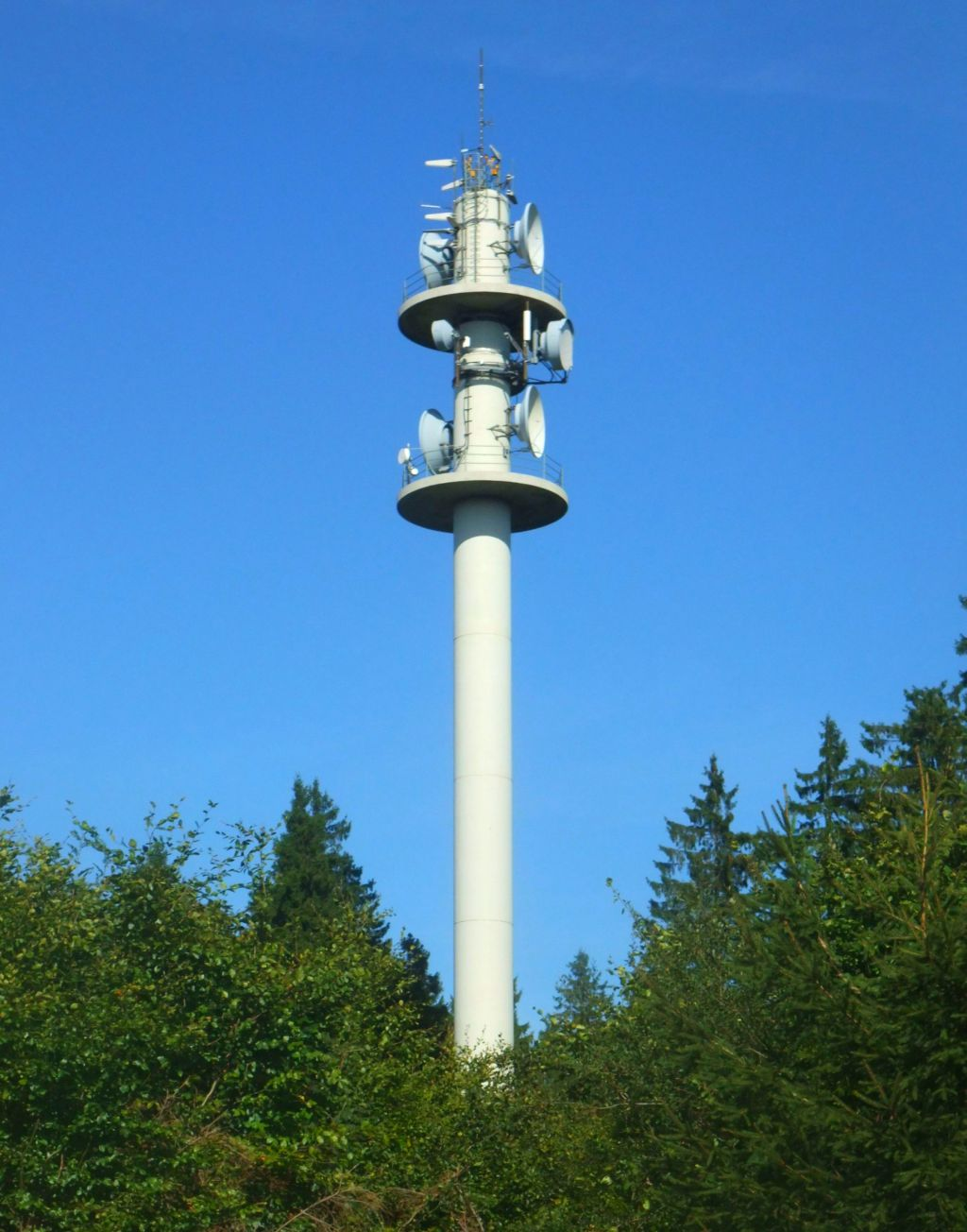
Rösterkopf
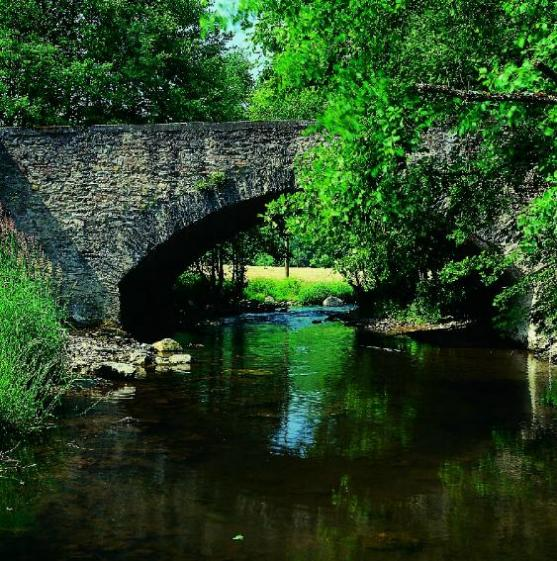
Ruwer
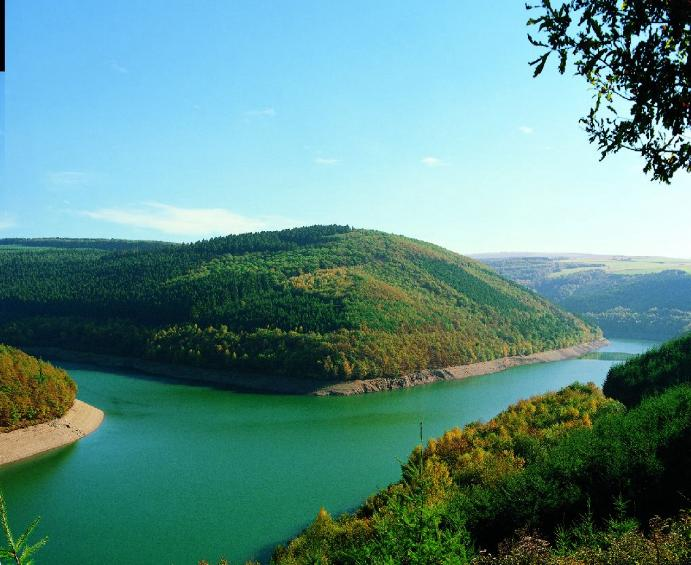
Riveristalsperre

Die Verbandsgemeinde liegt überwiegend im Wassereinzugsgebiet der Ruwer mit ihren Nebenbächen, insbesondere der Riveris. Der östliche Teil der Verbandsgemeinde liegt im Einzugsgebiet des Feller Baches mit Nebengewässern, kleinere Gebiete liegen im Bereich der Wadrill (Prims) im südöstlichen Teil der Gemarkung Osburg, im Bereich des Olewiger Baches bei Ollmuth und im Bereich des Meierbaches (Mosel) bei Mertesdorf.

### Benachbarte Kommunen
Nachbarkommunen sind im Uhrzeigersinn (beginnend im Norden):
- Longuich, Fell und Mehring im Bereich der Verbandsgemeinde Schweich an der Römischen Weinstraße
- Bescheid, Beuren und Reinsfeld im Bereich der Verbandsgemeinde Hermeskeil
- Kell am See, Schillingen, Heddert und Lampaden im Bereich der Verbandsgemeinde Saarburg-Kell
- Pellingen im Bereich der Verbandsgemeinde Konz
- Franzenheim und Hockweiler im Bereich der Verbandsgemeinde Trier-Land
- Trier-Irsch, Trier-Filsch, Trier-Tarforst, Trier-Kürenz und Trier-Ruwer/Eitelsbach im Bereich der Stadt Trier

### Verbandsangehörige Gemeinden
| Name         | Fläche in km² | Mittl. Höhe in m | 1563 Feuerst. | 1684 Feuerst. | 1815 Einwohner | 1950 Einwohner | 2000 Einwohner | 31. Dezember 2024 Einwohner |
| ------------ | ------------- | ---------------- | ------------- | ------------- | -------------- | -------------- | -------------- | --------------------------- |
| Bonerath     | 4,25          | 424              | 6             | 6             | 151            | 221            | 246            | 226                         |
| Farschweiler | 7,45          | 433              | 13            | 8             | 197            | 531            | 748            | 826                         |
| Gusterath    | 4,41          | 301              | 5             | 9             | 141            | 339            | 1.915          | 1.950                       |
| Gutweiler    | 2,51          | 305              | 7             | 7             | 100            | 291            | 711            | 748                         |
| Herl         | 2,83          | 420              | 5             | 7             | 140            | 199            | 231            | 248                         |
| Hinzenburg   | 2,87          | 328              | 3             | 3             | 82             | 163            | 158            | 138                         |
| Holzerath    | 6,79          | 427              | 6             | 5             | 186            | 326            | 472            | 447                         |
| Kasel        | 4,53          | 166              | 25            | 21            | 255            | 1.029          | 1.272          | 1.293                       |
| Korlingen    | 2,08          | 287              | 9             | 6             | 97             | 194            | 843            | 772                         |
| Lorscheid    | 5,09          | 439              | 25            | 12            | 187            | 444            | 580            | 535                         |
| Mertesdorf   | 6,47          | 199              | 20            | 14            | 287            | 990            | 1.681          | 1.727                       |
| Morscheid    | 5,48          | 282              | 17            | 18            | 227            | 526            | 822            | 865                         |
| Ollmuth      | 3,92          | 330              | 4             | 4             | 91             | 174            | 162            | 152                         |
| Osburg       | 32,92         | 456              | 23            | 17            | 515            | 1.227          | 1.938          | 2.264                       |
| Pluwig       | 4,87          | 310              | 9             | 9             | 250            | 657            | 1.163          | 1.650                       |
| Riveris      | 2,11          | 209              | 4             | 4             | 133            | 286            | 366            | 413                         |
| Schöndorf    | 10,03         | 309              | 12            | 12            | 296            | 716            | 820            | 798                         |
| Sommerau     | 1,04          | 194              | 1             | 1             | 29             | 111            | 70             | 74                          |
| Thomm        | 4,49          | 462              | 16            | 12            | 327            | 707            | 997            | 1.038                       |
| Waldrach     | 12,46         | 159              | 53            | 41            | 533            | 1.649          | 2.043          | 2.100                       |
| VG Ruwer     | 126,60        | ø 322            | 263           | 216           | 4.224          | 10.780         | 17.238         | 18.264                      |

#### Gemeindeteile
Zu den verbandsangehörigen Gemeinden gehören auch die Gemeindeteile
- Langeichhof (Bonerath)

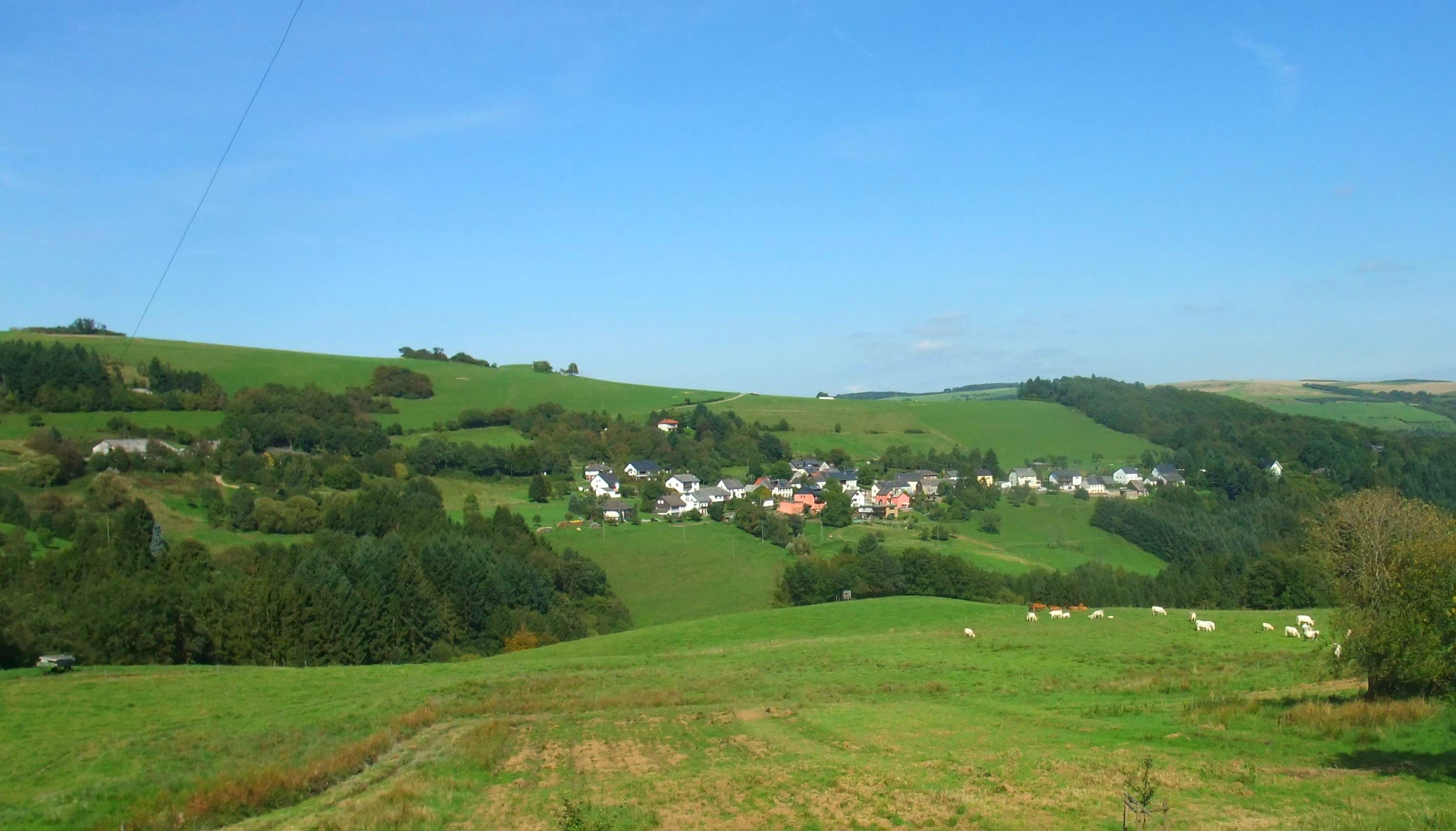
Geizenburg

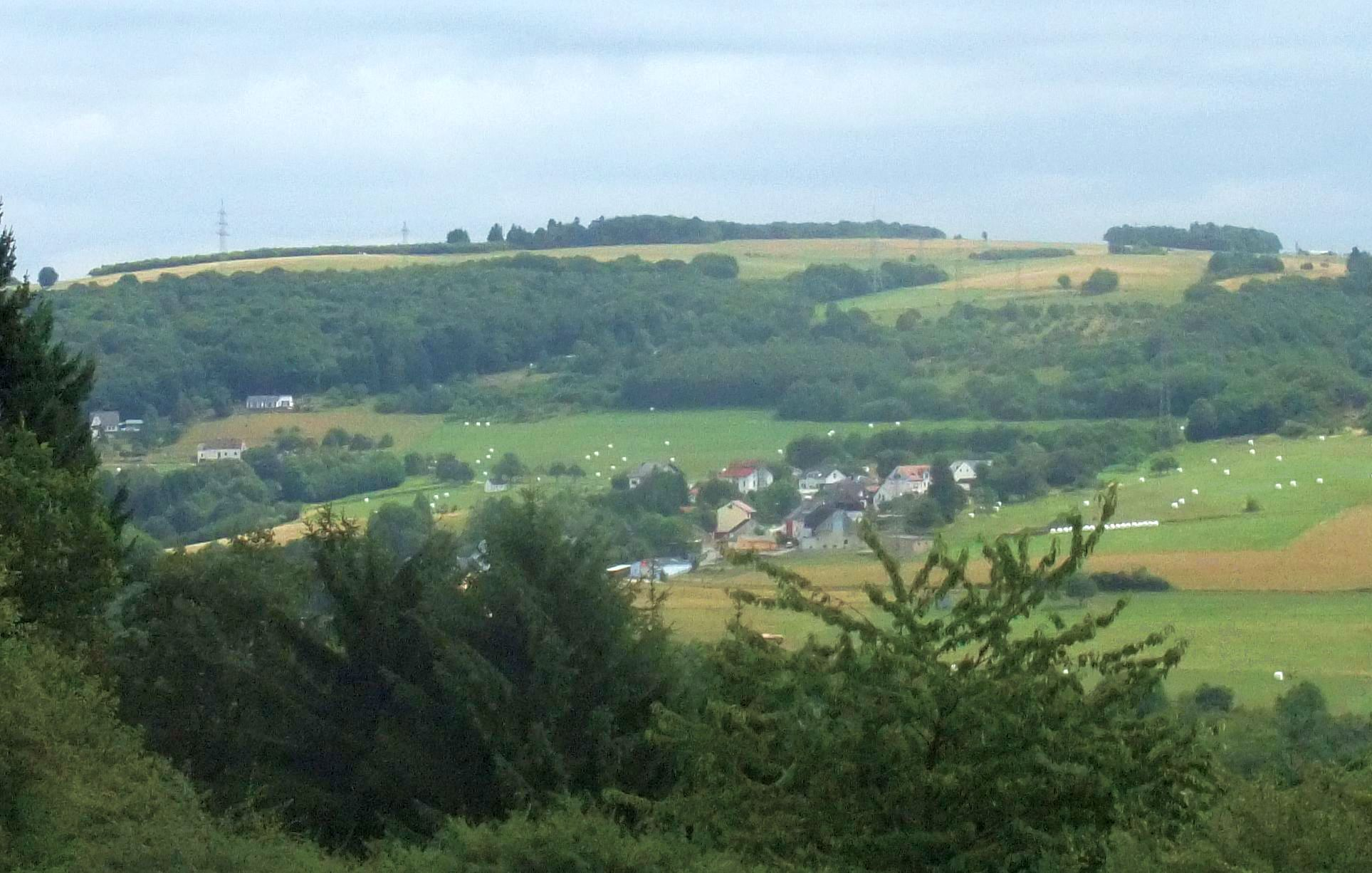
Lonzenburg

- Backeshof, Birkenhof, Forsthaus Farschweiler, Klostermühle/Gehrensmühle (Farschweiler)
- Romika (Gusterath)
- Romika (Gutweiler)
- Kaffeemühle (Herl)
- Hinzenburger Mühle (Hinzenburg)
- Haus Timpert (Kasel)
- Korlinger Mühle (Korlingen)
- Scholersmühle (Lorscheid)
- Eisenbahnhaltepunkt Grünhaus-Mertesdorf, Lorenzhof, Maximin Grünhaus, früher auch: Friedrichshof (Mertesdorf)
- Herrgottsmühle, Im Lonschenberg, Lichtenthalsmühle (ehemals Stadt Trier), Schloss Marienlay, Studentenmühle (Morscheid)
- Forsthaus Sternfeld, Neuhaus (Osburg)
- Bahnhof Pluwig, Geizenburg, Pluwigerhammer, Willmerich, Wilzenburg (Pluwig)
- Feilensmühle, Karlstollen (Riveris)
- Lonzenburg, Neuhof, Pluwigerhammer, Raulsmühle, Schöndorferheide (Schöndorf)
- Althinkelhaus, Neuhinkelhaus, Thommerberg (Thomm)
- Haus Kampf, Schleifmühle, Schmelzmühle (Waldrach)

### Klima
Der Jahresniederschlag an der ehemaligen Messstation des Deutschen Wetterdienstes in Mertesdorf im Ruwertal betrug 760 mm im Zeitraum von 1961 bis 1990.
Die nächsten Wetterstationen befinden sich in Trier-Petrisberg bzw. Deuselbach/Hunsrück.

### Raumplanung
Das nächstgelegene Oberzentrum ist die kreisfreie Stadt Trier.
Die Gemeinden Waldrach und Osburg bilden einen grundzentralen Versorgungsbereich mit Funktionsteilung. Umliegende Grund- oder Mittelzentren sind Reinsfeld, Kell am See, Zerf, Schweich und Hermeskeil.

## Geschichte

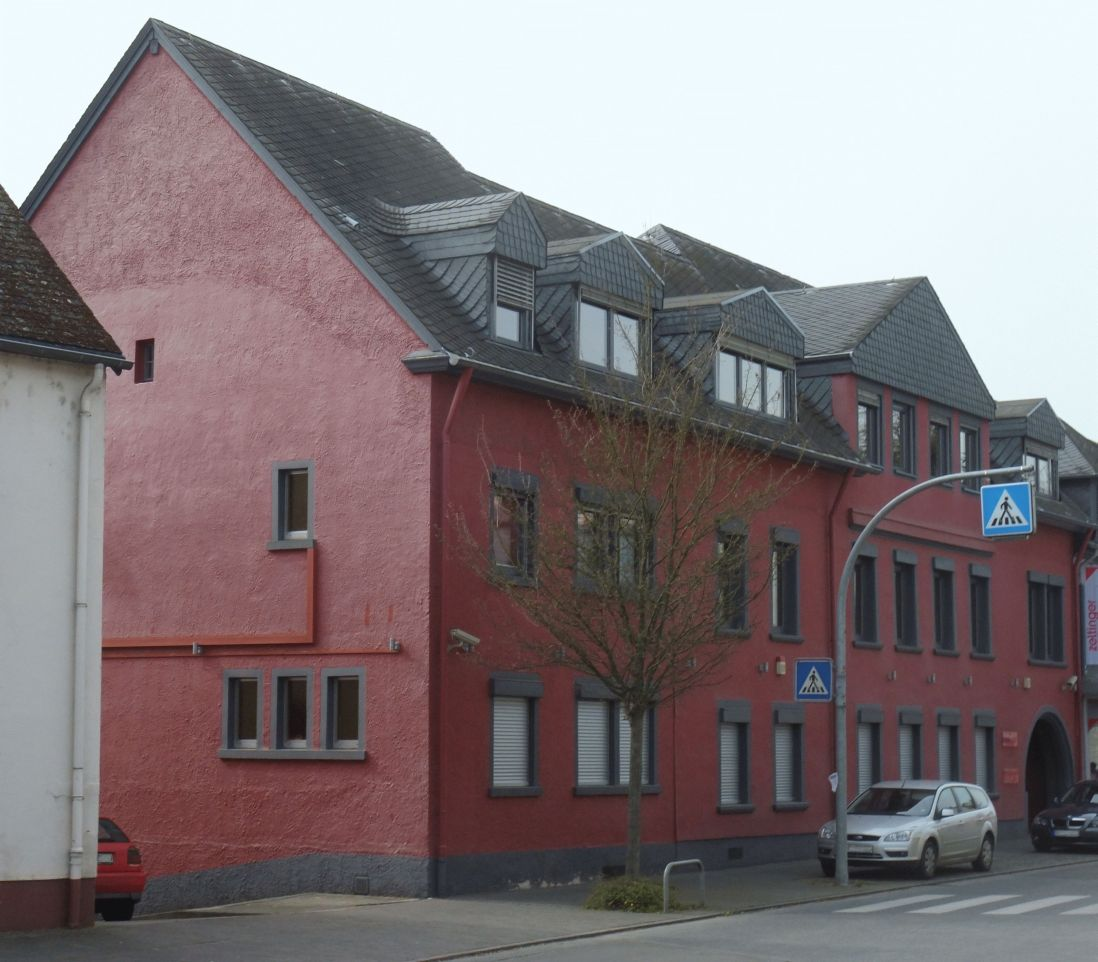
Verwaltungsgebäude der VG Ruwer bis zum Jahre 2005 in Trier-Ruwer

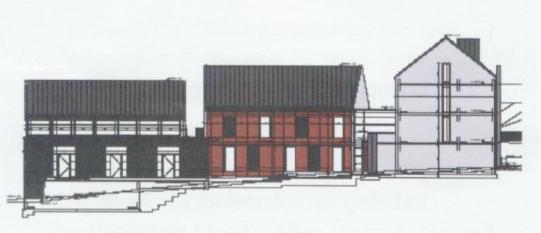
Neues Rathaus in Waldrach

Die Orte der Verbandsgemeinde gehörten in kurtrierischer Zeit zum Amt Pfalzel, zum Amt Maximin, zum Amt St. Paulin, zum Amt Grimburg oder zu weiteren Herrschaften.
Diese Ämter waren in Pflegen unterteilt. Zum Ende des 18. Jahrhunderts umfasste die Pflege Waldrach im Amt Pfalzel die Orte Bonerath, Eitelsbach, Farschweiler, Filsch, Gutweiler mit Sommerau, Hinzenburg, Hockweiler, Irsch, Kasel, Korlingen, Morscheid, Osburg, Riveris, Schöndorf, Thomm und Waldrach.
In französischer Zeit entstanden die Mairien in Ruwer, Farschweiler, Schöndorf und Irsch. Diese wurden in preußischer Zeit zu den Bürgermeistereien Ruwer, Farschweiler, Schöndorf und Irsch umfunktioniert. Ende des 19. Jahrhunderts wurden die Bürgermeistereien Irsch und Schöndorf zur Bürgermeisterei Irsch-Schöndorf in Wilzenburg vereinigt. Anfang des 20. Jahrhunderts wurden die Bürgermeistereien zu Ämtern umbenannt.
Bei Neuorganisation der Ämter in der Region Trier wurde 1934 das Amt Waldrach in Ruwer gebildet. Das frühere Amt Ruwer, welches aus nur sieben Gemeinden bestand, bekam 14 neue Gemeinden hinzu. 1954 wurde das Amt wieder zu Amt Ruwer umbenannt und am 1. Oktober 1968 in eine Verbandsgemeinde umgewandelt.
Die Gemeinden Ruwer und Eitelsbach wurden im Rahmen einer kommunalen Neugliederung am 7. Juni 1969 in die Stadt Trier eingemeindet und bilden seit 1974 den Stadtbezirk Ruwer/Eitelsbach.
Die Gemeinde Hinzenburg kam am 7. November 1970 von der Verbandsgemeinde Kell zur Verbandsgemeinde Ruwer.
Der Bau des neuen Rathauses der Verbandsgemeinde Ruwer wurde im März 2004 in Waldrach begonnen und im November 2005 offiziell in Betrieb genommen.
Die neue Touristinformation der Verbandsgemeinde in Kasel wurde im Sommer 2006 ihrer Bestimmung übergeben und im Jahre 2009 vom rheinland-pfälzischen Fachbeirat der Initiative ServiceQualität Deutschland als „Qualitätsbetrieb Stufe 1“ sowie als „Qualitätsbetrieb der Dachmarke Mosel“ ausgezeichnet. Die Touristinformation führt die i-Marke des Deutschen Tourismusverbandes.

### Religion

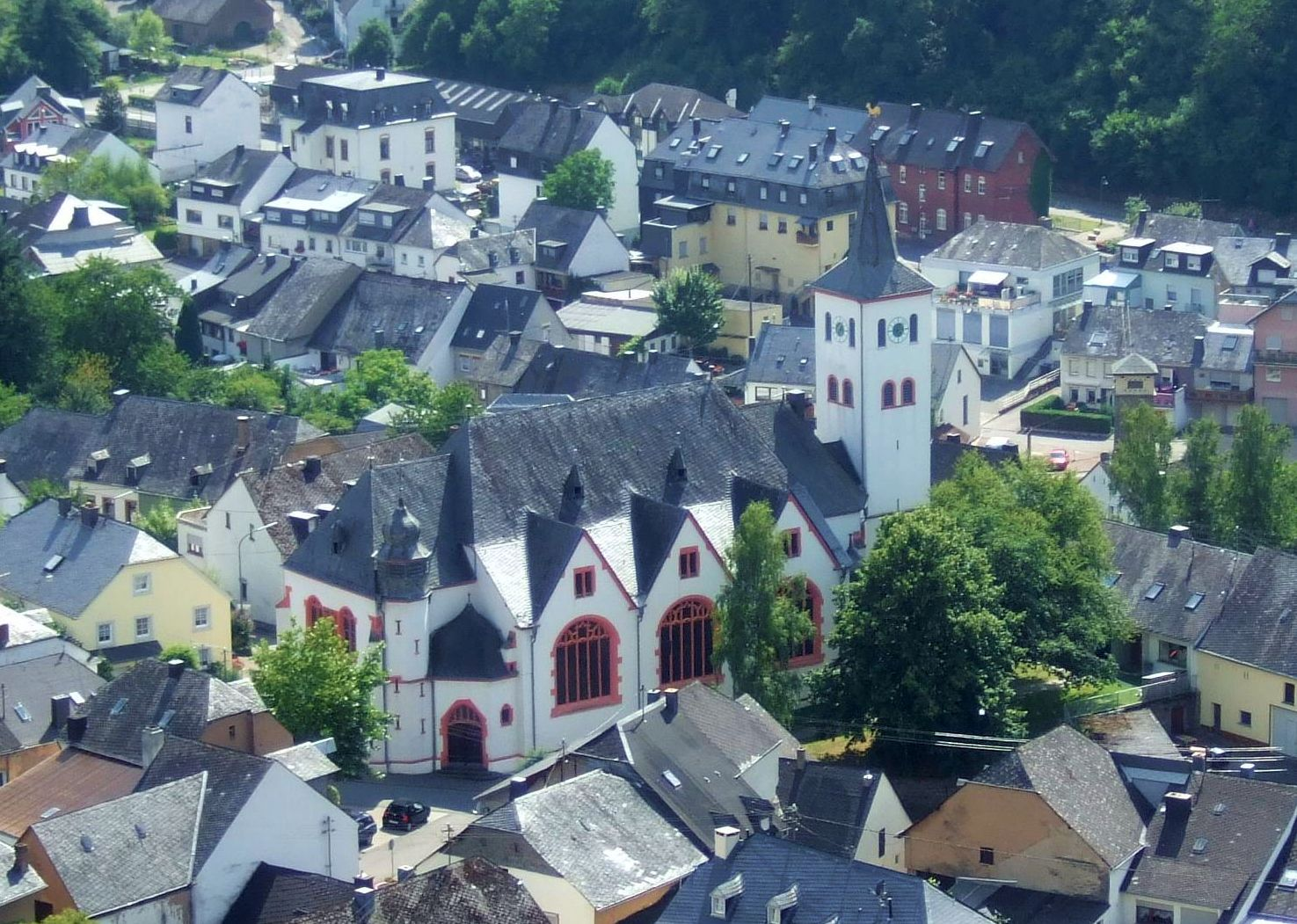
Kirche St. Laurentius in Waldrach

67 Prozent der Bevölkerung der Verbandsgemeinde gehören der römisch-katholischen Kirche in der Diözese Trier an, 9 Prozent der evangelischen in der Evangelischen Kirche im Rheinland, 2 Prozent einer sonstigen Religionsgemeinschaft und 22 Prozent sind ohne Angabe oder gemeinschaftslos.
Kirchen
- Katholische Kirchen in den Pastoralen Räumen Trier bzw. Hermeskeil sind: St. Arnulf und St. Margarethe, Bonerath; Mariä Heimsuchung, Farschweiler; St. Martin, Gusterath; St. Cosmas und Damian, Gutweiler; St. Quirinus, Herl; St. Magdalena, Hinzenburg; St. Helena, Holzerath; St. Nikolaus, Kasel; St. Valentin, Korlingen; St. Gertrud, Lorscheid; St. Martin, Mertesdorf; St. Martin, Morscheid; St. Thomas, Ollmuth; St. Clemens, Osburg; St. Johannes der Täufer, Pluwig; St. Cornelius, Riveris; St. Andreas, Schöndorf; St. Pauli Bekehrung, Thomm; St. Laurentius, Waldrach;

- Evangelisch: Ev. Gemeindehaus Gusterath, Johannes-Kirche zu Grünhaus/Mertesdorf;

- Neuapostolisch: Neuapostolische Gemeinde Mertesdorf (seit 1939).

### Bevölkerungsentwicklung
Im Gebiet der Verbandsgemeinde Ruwer gab es nach dem Trierer Feuerbuch von 1563 249 Feuerstellen (entspricht etwa fünf bis sechs Einwohnern je Feuerstelle) und im Jahre 1684 216 Feuerstellen.
Die Entwicklung der Einwohnerzahl bezogen auf das Gebiet der heutigen Verbandsgemeinde Ruwer; die Werte von 1871 bis 1987 beruhen auf Volkszählungen:
| Verbandsgemeinde Ruwer: Einwohnerzahlen von 1815 bis 2023 | Verbandsgemeinde Ruwer: Einwohnerzahlen von 1815 bis 2023 | Verbandsgemeinde Ruwer: Einwohnerzahlen von 1815 bis 2023 | Verbandsgemeinde Ruwer: Einwohnerzahlen von 1815 bis 2023 | Verbandsgemeinde Ruwer: Einwohnerzahlen von 1815 bis 2023 |
| --------------------------------------------------------- | --------------------------------------------------------- | --------------------------------------------------------- | --------------------------------------------------------- | --------------------------------------------------------- |
| Jahr                                                      |                                                           |                                                           |                                                           | Einwohner                                                 |
| 1815                                                      | 1815                                                      |                                                           | 4.224                                                     | 4.224                                                     |
| 1835                                                      | 1835                                                      |                                                           | 6.019                                                     | 6.019                                                     |
| 1871                                                      | 1871                                                      |                                                           | 6.953                                                     | 6.953                                                     |
| 1905                                                      | 1905                                                      |                                                           | 8.073                                                     | 8.073                                                     |
| 1939                                                      | 1939                                                      |                                                           | 10.405                                                    | 10.405                                                    |
| 1950                                                      | 1950                                                      |                                                           | 10.780                                                    | 10.780                                                    |
| 1961                                                      | 1961                                                      |                                                           | 11.642                                                    | 11.642                                                    |
| 1970                                                      | 1970                                                      |                                                           | 12.773                                                    | 12.773                                                    |
| 1987                                                      | 1987                                                      |                                                           | 16.005                                                    | 16.005                                                    |
| 1997                                                      | 1997                                                      |                                                           | 16.888                                                    | 16.888                                                    |
| 2005                                                      | 2005                                                      |                                                           | 17.690                                                    | 17.690                                                    |
| 2015                                                      | 2015                                                      |                                                           | 18.171                                                    | 18.171                                                    |
| 2023                                                      | 2023                                                      |                                                           | 18.672                                                    | 18.672                                                    |
|                                                           |                                                           |                                                           |                                                           |                                                           |

Am 31. Dezember 2021 gab es 19.205 Haupt- und Nebenwohnsitze in der Verbandsgemeinde Ruwer.

## Politik
Die Verbandsgemeinde gehört zum Bundestagswahlkreis Trier und zum Landtagswahlkreis Trier/Schweich. Weitere regionale und institutionelle Zuordnungen sind das Amtsgericht Trier, das Landgericht Trier, das Oberlandesgericht Koblenz, das Finanzamt Trier, die Industrie- und Handelskammer Trier, die Handwerkskammer Trier, das Vermessungs- und Katasteramt Westeifel-Mosel, Servicestelle Trier und die Arbeitsagentur Trier. Die Verbandsgemeinde und alle Ortsgemeinden der Verbandsgemeinde sind Mitglied im Gemeinde- und Städtebund Rheinland-Pfalz.

### Verbandsgemeinderat
- SPD: 8
- Grüne: 4
- FWG: 10
- CDU: 10

Der Verbandsgemeinderat Ruwer besteht aus 32 ehrenamtlichen Ratsmitgliedern, die bei der Kommunalwahl am 9. Juni 2024 in einer personalisierten Verhältniswahl gewählt wurden, und der hauptamtlichen Bürgermeisterin als Vorsitzender.
Die Sitzverteilung im Verbandsgemeinderat:
| Wahl | SPD | CDU | Grüne | FWG | Gesamt   |
| ---- | --- | --- | ----- | --- | -------- |
| 2024 | 8   | 10  | 4     | 10  | 32 Sitze |
| 2019 | 11  | 10  | –     | 11  | 32 Sitze |
| 2014 | 9   | 12  | 3     | 8   | 32 Sitze |
| 2009 | 9   | 12  | 3     | 8   | 32 Sitze |
| 2004 | 8   | 14  | 2     | 8   | 32 Sitze |
| 1999 | 10  | 15  | 2     | 5   | 32 Sitze |
| 1994 | 12  | 15  | –     | 5   | 32 Sitze |

- FWG = Freie Wählergruppe Verbandsgemeinde Ruwer e. V.

Ein Gremium des Verbandsgemeinderates Ruwer ist der Ältestenrat.
Eine Jugendvertretung ist eingerichtet.
Weitere Ausschüsse des Verbandsgemeinderates nach der Hauptsatzung sind
der Haupt- und Finanzausschuss, der Bau-, Umwelt- und Planungsausschuss,
der Rechnungsprüfungsausschuss, der Jugend-, Sport- und Sozialausschuss,
der Ausschuss für Tourismus, Kultur und Weinbau, der Werksausschuss Abwasserwerk sowie
der Schulträgerausschuss.
Die Einrichtung eines Feuerwehrausschusses wurde im April 2023 vom Verbandsgemeinderat beschlossen.

### Bürgermeister
Liste der Amtsbürgermeister bzw. Bürgermeister:
- 1917–1937: Eduard Voss
- 1938–1945: Josef Jost[12]
- 1945–1946: Josef Koster
- Am 21. Januar 1946 wurde Hans Rüdel vom Präsidenten des Regierungsbezirks Trier, Wilhelm Steinlein, im Einvernehmen mit der französischen Militärregierung zum Bürgermeister der Amtsbürgermeisterei Ruwer ernannt. Dieses Amt trat Rüdel jedoch nicht an, denn am 4. Mai 1946 wurde er vom Landrat Heinrich Salzmann zum Kreisamtmann befördert und mit der Büroleitung der Kreisverwaltung beauftragt.
- 1946–1961: Karl Rittel
- 1961–1965: Walter Steffens
- 1965–1996: Hermann Feldges, Träger des Bundesverdienstkreuzes am Bande
- 1996–2017: Bernhard Busch
- seit 2018: Stephanie Nickels

Die erste Direktwahl eines Bürgermeisters fand statt am 22. Oktober 1995. Klaus Longen (CDU) erzielte 42,85 % der Stimmen, Helmut Striethorst (SPD) erhielt 14,29 % und Bernhard Busch (FWG) bekam 42,86 %. Die Wahlbeteiligung lag bei 60,57 %. Bei der erforderlichen Stichwahl am 5. November 1995 setzte sich Bernhard Busch mit 68,33 % gegen Klaus Longen (31,67 %) durch bei einer Wahlbeteiligung von 65,12 %. Damit war Bernhard Busch für die Amtszeit vom 1. März 1996 bis zum 29. Februar 2004 gewählt.
Am 29. Juni 2003 fand die nächste Bürgermeisterwahl statt. Wolfgang Annen (CDU) bekam 26,55 % der Stimmen, Jürgen Breiling (SPD) 10,43 % und Bernhard Busch (FWG) 63,02 %. Die Wahlbeteiligung lag bei 58,89 %. Somit war Bernhard Busch für weitere acht Jahre gewählt.
Bei der Bürgermeisterwahl am 19. Juni 2011 gewann Amtsinhaber Bernhard Busch (FWG) mit 66,5 % der Stimmen vor Mechthild Michels (GRÜNE) mit 19,4 % und Sascha Hermes (CDU) mit 14,1 % und wurde dadurch für weitere acht Jahre im Amt bestätigt.
Die Wahlbeteiligung betrug 41,2 %.
Bürgermeister Busch wurde mit Ablauf des Monats Juli 2017 durch die Kreisverwaltung Trier-Saarburg in den Ruhestand versetzt.
Am 19. November 2017 wurde Stephanie Nickels (CDU) in einer Stichwahl zur neuen Bürgermeisterin der VG Ruwer gewählt.
Sie bekam 52,7 % der gültigen Stimmen, Stefan Metzdorf (SPD) bekam 47,3 %. Die Wahlbeteiligung lag bei 43,2 %.
Bei der ersten Wahl am 5. November 2017 hatte es noch insgesamt fünf Kandidaten gegeben.

### Beigeordnete
Stellvertreter des Bürgermeisters waren bis Juni 2014 die Beigeordneten Günter Jakobs (CDU) und Karl-Heinrich Ewald (SPD). Am 18. Juni 2014 wurden Karl-Heinrich Ewald (SPD) zum Ersten Beigeordneten und Josef Kruft (FWG) zum weiteren Beigeordneten der VG Ruwer gewählt. Am 19. Juni 2019 wurden Stefan Metzdorf (SPD) zum neuen Ersten Beigeordneten und Daniel Philippi (FWG) zum neuen weiteren Beigeordneten der VG Ruwer gewählt. Nach der Wahl von Stefan Metzdorf zum Landrat des Landkreises Trier-Saarburg wurde Dirk Bootz (SPD) am 30. März 2022 zum neuen Ersten Beigeordneten der VG Ruwer gewählt.
In der konstituierenden Sitzung des Verbandsgemeinderates Ruwer vom 3. Juli 2024 wurden Thomas Hoffmann (FWG) aus Riveris als Erster Beigeordneter und Dirk Bootz (SPD) aus Kasel als weiterer Beigeordneter gewählt.

### Wappen und Flagge
| Wappen von Verbandsgemeinde Ruwer | Blasonierung: „Das Wappen ist geteilt. Oben in Gold ein halber, doppelköpfiger schwarzer, rot bewehrter Adler mit einem Herzschild. In ihm in Blau ein nach rechts schreitender silberner Bär, links oben begleitet von einem sechsstrahligen silbernen Stern. Unten in Grün ein schräglinkes Wellenband, rechts oben begleitet von einem silbernen Rebstiel mit einer silbernen Traube und einem silbernen Blatt, links unten begleitet von einer silbernen Axt und einer silbernen Schaufel, die sich kreuzen.“ |
| Wappen von Verbandsgemeinde Ruwer | Wappenbegründung: Der Ort Ruwer, der bis Oktober 2005 Sitz der Verbandsgemeinde Ruwer war, gehörte seit dem Mittelalter bis Ende des 18. Jahrhunderts zu dem Besitz der Abtei St. Maximin in Trier, die als Zeichen ihrer Reichsunmittelbarkeit den doppelköpfigen Reichsadler mit einem Herzschild im Wappen führte. In dem Herzschild erscheint ein Bär mit einem Stern, der in der Ikonografie des Hl. Maximin eine Rolle spielt. In der unteren Wappenhälfte deutet das Wellenband auf die Ruwer als beherrschenden Fluss der Landschaft hin, in welcher der Weinbau – verkörpert durch die Traube – die Landwirtschaft – verkörpert durch die Schaufel – und die Forstwirtschaft – verkörpert durch die Axt – die wirtschaftlichen Hauptrollen spielen. Das Original-Wappen befindet sich im Rathaus der Verbandsgemeinde in Waldrach und trägt die Signatur H. Leitermann, 1968. |

| Europaflagge |  | Landesflagge von Rheinland-Pfalz |  | Hissflagge der Verbandsgemeinde Ruwer |  | Seit Anfang 2006 führt die Verbandsgemeinde eine Hissflagge in den kurtrierischen Farben Rot und Weiß mit dem Wappen im oberen Drittel. Sie steht zusammen mit der Europaflagge und der Landesflagge von Rheinland-Pfalz vor dem Rathaus in Waldrach. |

### Kommunalpartnerschaft
Seit Mai 2013 unterhält die Verbandsgemeinde eine Kommunalpartnerschaft mit der polnischen Gmina Kosakowo im Powiat Pucki, Pommern.

### Haushalt
Der Haushalt der Verbandsgemeinde wurde 2010 von der kameralistischen auf die doppische Buchführung umgestellt. Seit 2017 wird der Haushalt als Bürgerhaushalt geführt.
Ende 2020 betrugen die Schulden der Verbandsgemeinde Ruwer 13.447.502 € (731 € pro Einwohner) und des Verbandsgemeindebereiches (Verbandsgemeinde sowie deren Ortsgemeinden) 25.524.905 € (1.388 € je Einwohner).

## Kultur und Sehenswürdigkeiten

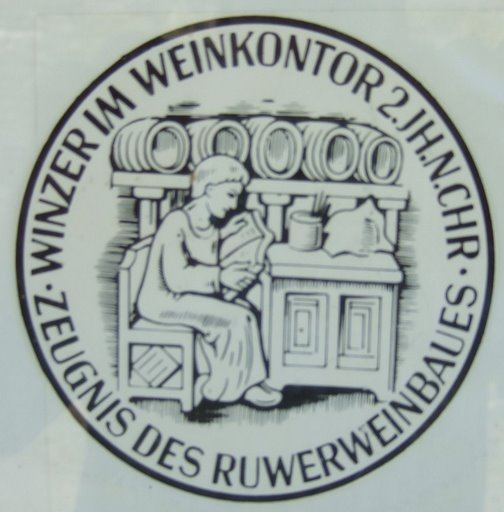
Relief Winzer im Weinkontor

- Zeugnisse aus der Vor- und Frühgeschichte sind die Hinkelsteine bei Thomm/Waldrach und bei Farschweiler, das Großsteingrab Drei Mörder bei Bonerath/Holzerath, das Fürstengrab von Thomm, die Fliehburg auf dem Naumeter Kopf bei Waldrach/Korlingen und der Burgkopf bei Lorscheid/Fell.

- Zeugnisse aus der Römerzeit sind die Reste des Originals der Römischen Ruwerwasserleitung in Waldrach und der Nachbau der römischen Wasserleitung in Waldrach an der Straße der Römer, die Reste einer römischen Gesteinsmühle in Mertesdorf, das Relief Winzer im Weinkontor in Mertesdorf und das Römerlager bei Holzerath. Bei Farschweiler befinden sich ein römischer Brunnen, eine römische Wasserleitung, Teile einer Römerstraße sowie ein römischer Sarkophag beim Friedhof.

- Historische Gebäude sind die Burgruine Sommerau aus dem 13. Jahrhundert, das Schloss Marienlay bei Morscheid, das Schloss Grünhaus bei Mertesdorf, die Kloster- und Stiftshöfe in Kasel, das Heimat- und Bürgerhaus Gusterath und der Pluwiger Hammer.

- Kunsthistorische Sehenswürdigkeiten sind der Tabernakelaltar (Holzaltar) in Kasel, der Seitenaltar in Waldrach, das Vesperbild in Pluwig, die Passionsbilder in Osburg, der Kreuzweg bei Farschweiler, die gotische Kirche in Gutweiler, die Kapelle in Korlingen mit der Darstellung der 14 Nothelfer, die Kapelle mit Tabernakelaltar in Ollmuth, die klassizistische Kirche in Schöndorf und die Kirche in Thomm (Devonschiefer).

- Quarzitfelsen sind die Herler Wacken am Schiefer-Wackenweg, der Herler Felsen, der Langenstein am Morscheider Grenzpfad, der Seiferingstein bei Hinzenburg sowie der Spitzenstein und die Fischhuffelsen bei Hinzenburg.

- Naturdenkmale sind die Dicke Eiche und die zwei Linden bei Gusterath, die Alte Eiche in Gutweiler, die Eiche bei Lorscheid, die Eiche bei Schöndorf, die Silberpappel bei Mertesdorf und der Stechpalmenbestand bei Osburg.[2] Weitere Walddisteln (Stechpalmen) befinden sich am Rascheiderweg im Farschweiler Wald. Dorthin führt seit dem Frühjahr 2010 ein Waldlehrpfad mit 22 Stationen (Walddistelpfad).[17]

- Südöstlich von Osburg befindet sich in der Nähe der Landesstraße 151 an der Grünbrücherschneise ein Bunker aus dem Zweiten Weltkrieg. Weitere Bunkerruinen befinden sich auf dem Grüneberg bei Mertesdorf.

- Neuzeit: die Riveristalsperre bei Riveris, der Platz unserer Deutschen Weinkönigin in Waldrach und der Weinlagen-Skulpturen-Wanderweg im Ruwertal.

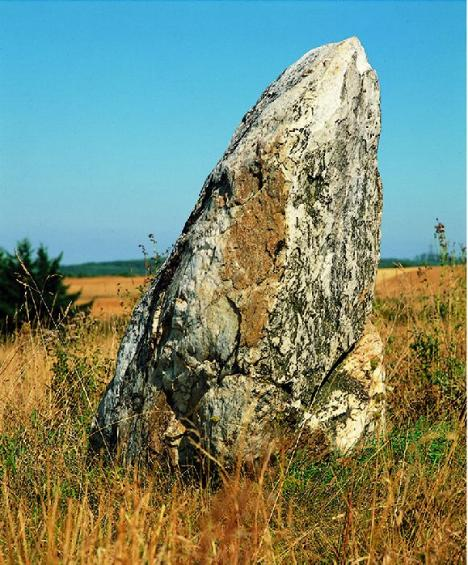
Hinkelstein bei Thomm/Waldrach
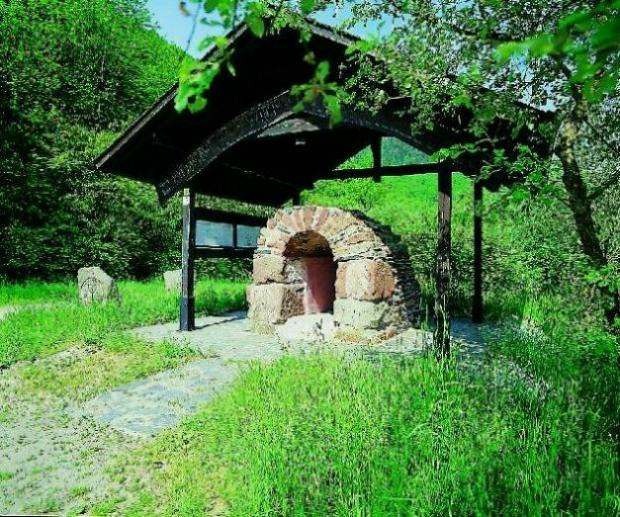
Nachbau der Römischen Ruwerwasserleitung
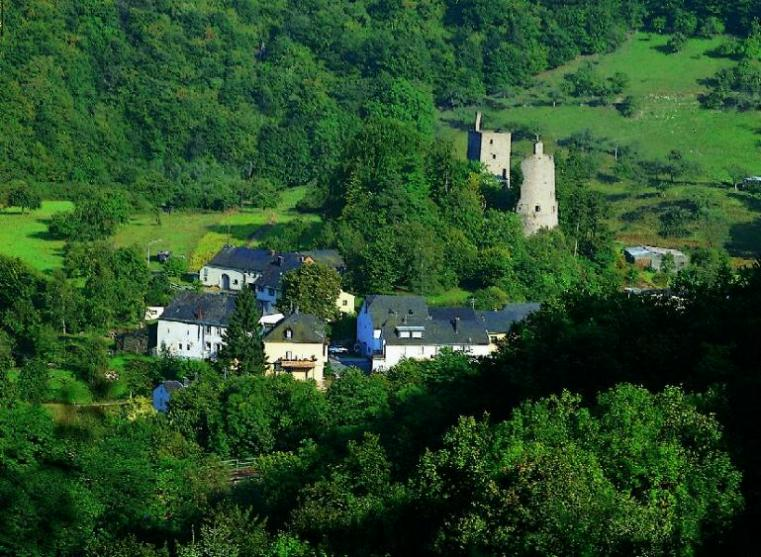
Burgruine Sommerau
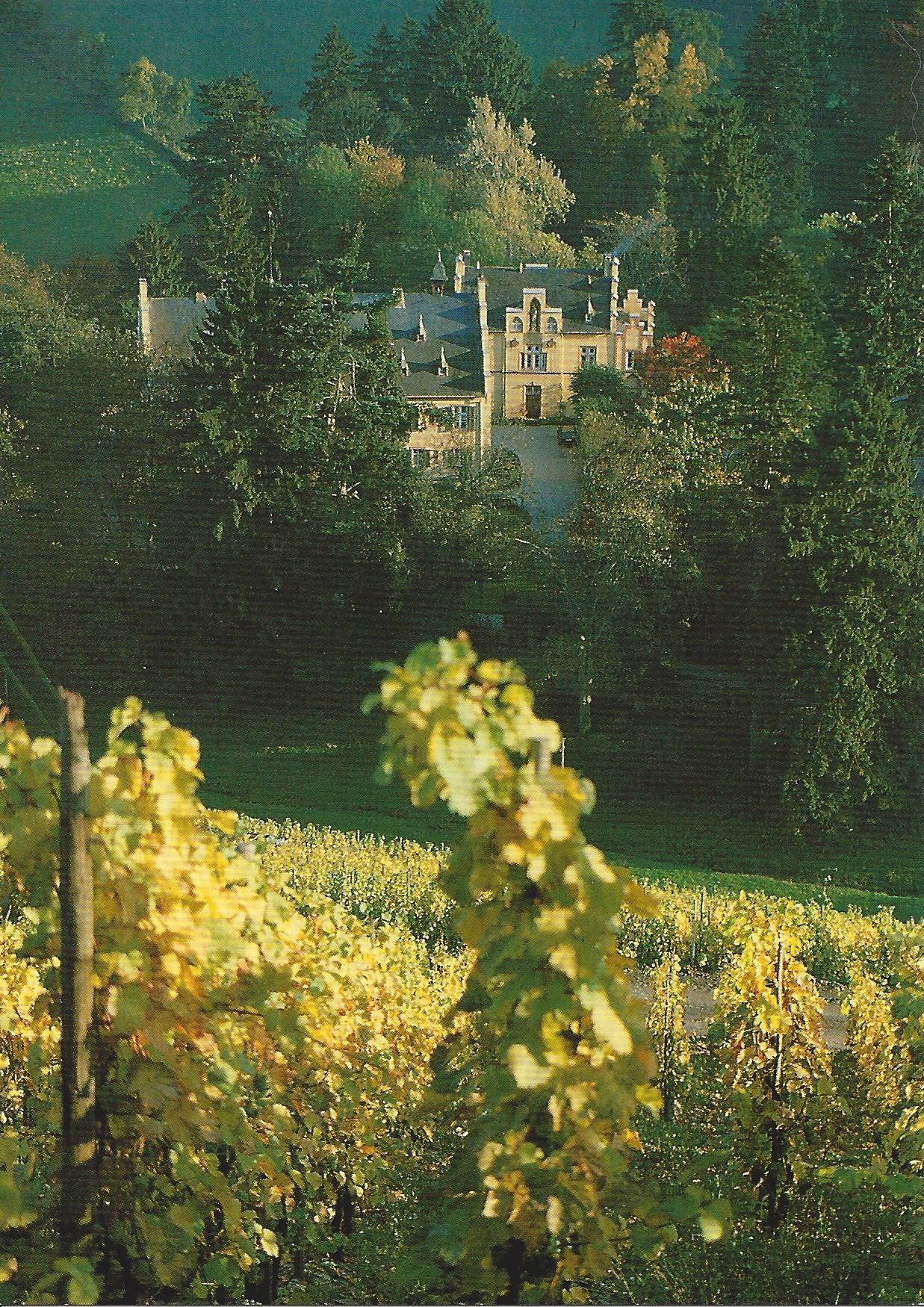
Schloss Grünhaus
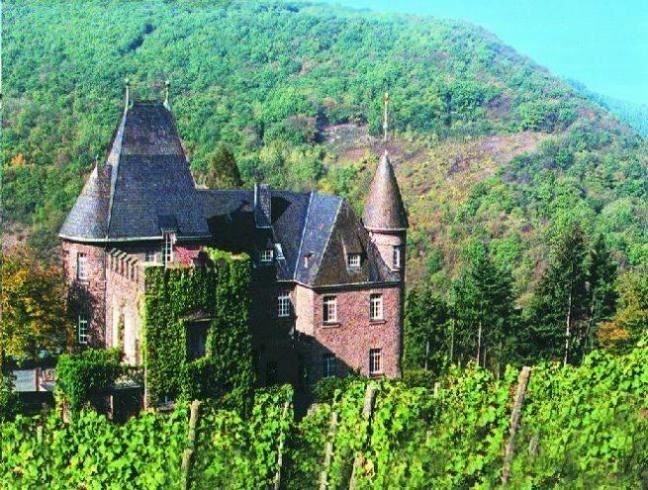
Schloss Marienlay
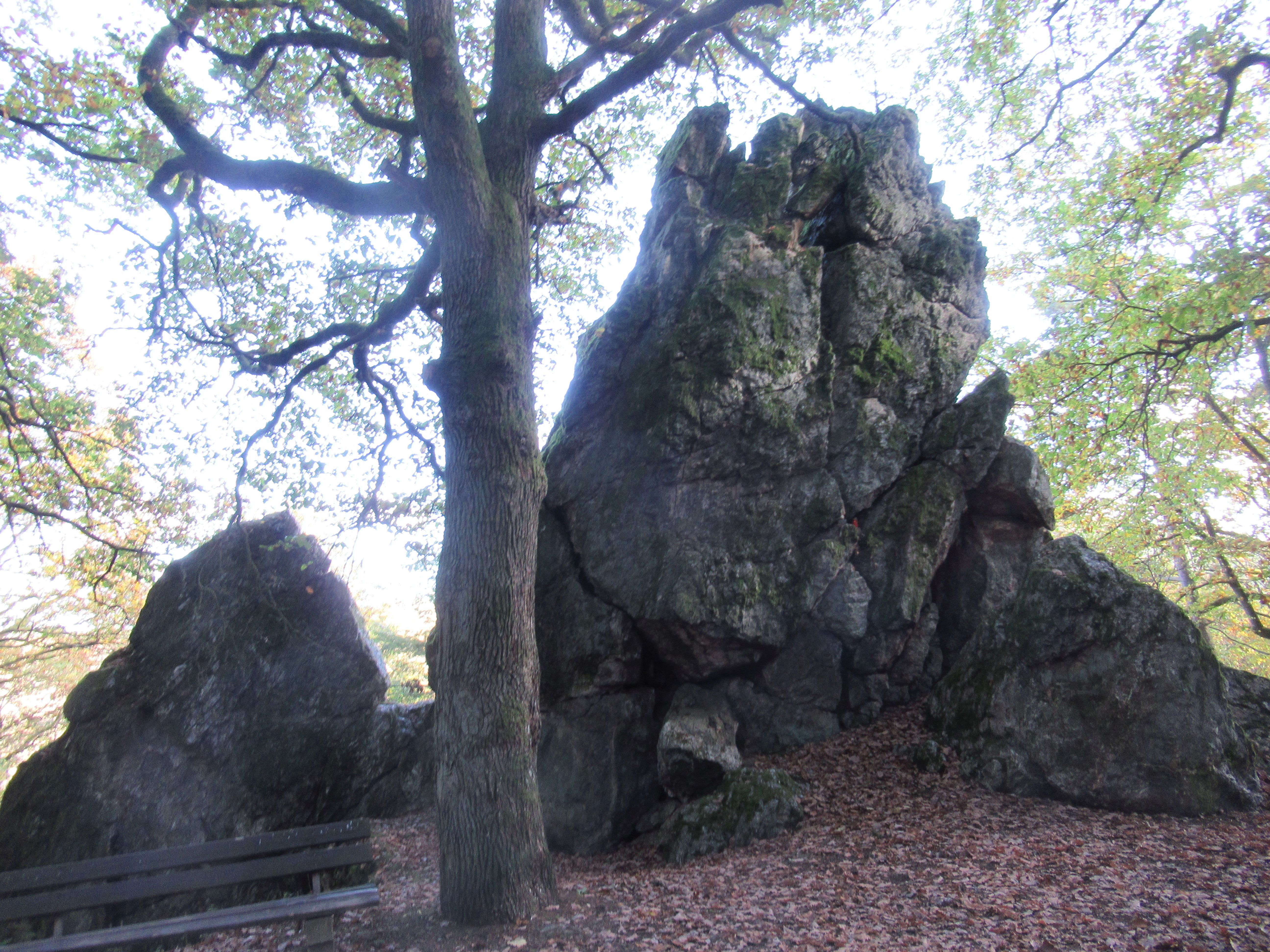
Langenstein bei Morscheid/Riveris

### Veranstaltungen

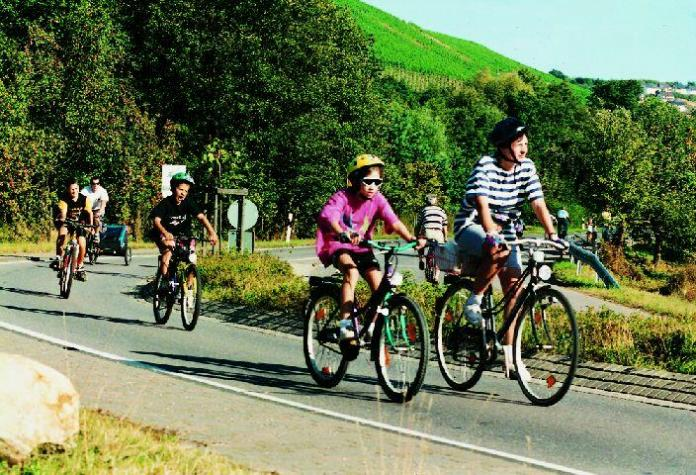
Ruwertal aktiv

Der im Jahre 1989 gegründete Ruwer-Riesling e. V. führt verschiedene Veranstaltungen durch wie zum Beispiel die Tage der offenen Weinkeller im Ruwertal, den Ruwertaler Frühling am Pfingstsonntag in den Weinbergen zwischen Kasel und Mertesdorf, das Ruwerweinfest oder das Oktoberweinfest.
Neben den Karnevalsveranstaltungen, Kirmessen, Pfarrei- und Vereinsfesten, Weihnachtsmärkten und weiteren Veranstaltungen sind hervorzuheben
die Karl-May-Festspiele in Pluwig
oder der Ruwer-Riesling-Lauf auf dem Radweg zwischen Mertesdorf und Waldrach.
Wertungsprüfungen der Rallye Deutschland, die seit 2002 als Lauf zur Rallye-Weltmeisterschaft ausgetragen wird, führen seit 2000 (mit Unterbrechungen) durch das Gebiet der Verbandsgemeinde.
Von 1971 bis 2011 wurde das Trierer Bergrennen zwischen Fell und Thomm durchgeführt.
Der autofreie Sonntag Ruwertal aktiv wurde von Anfang der 1990er Jahre bis 2012 im unteren Ruwertal veranstaltet.
Das Straßenradrennen Deutschland Tour 2018 führte im August 2018 mit der 2. Etappe (Bonn-Trier) von Lorscheid kommend über Herl, Thomm, Waldrach und Korlingen nach Trier.

## Wirtschaft und Infrastruktur

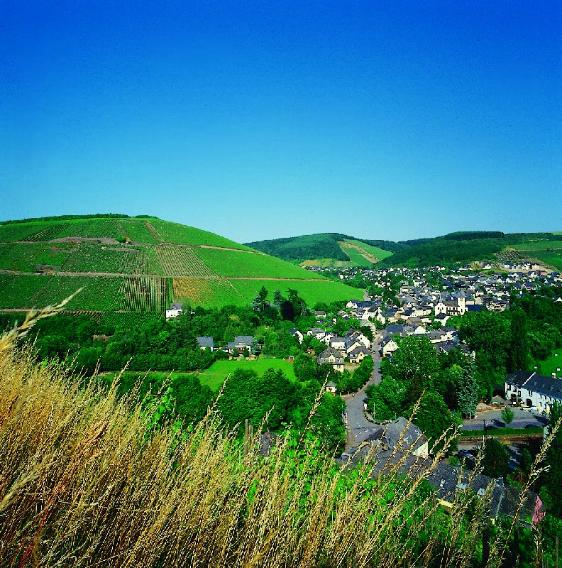
Weinbergslage Kaseler Nies’chen

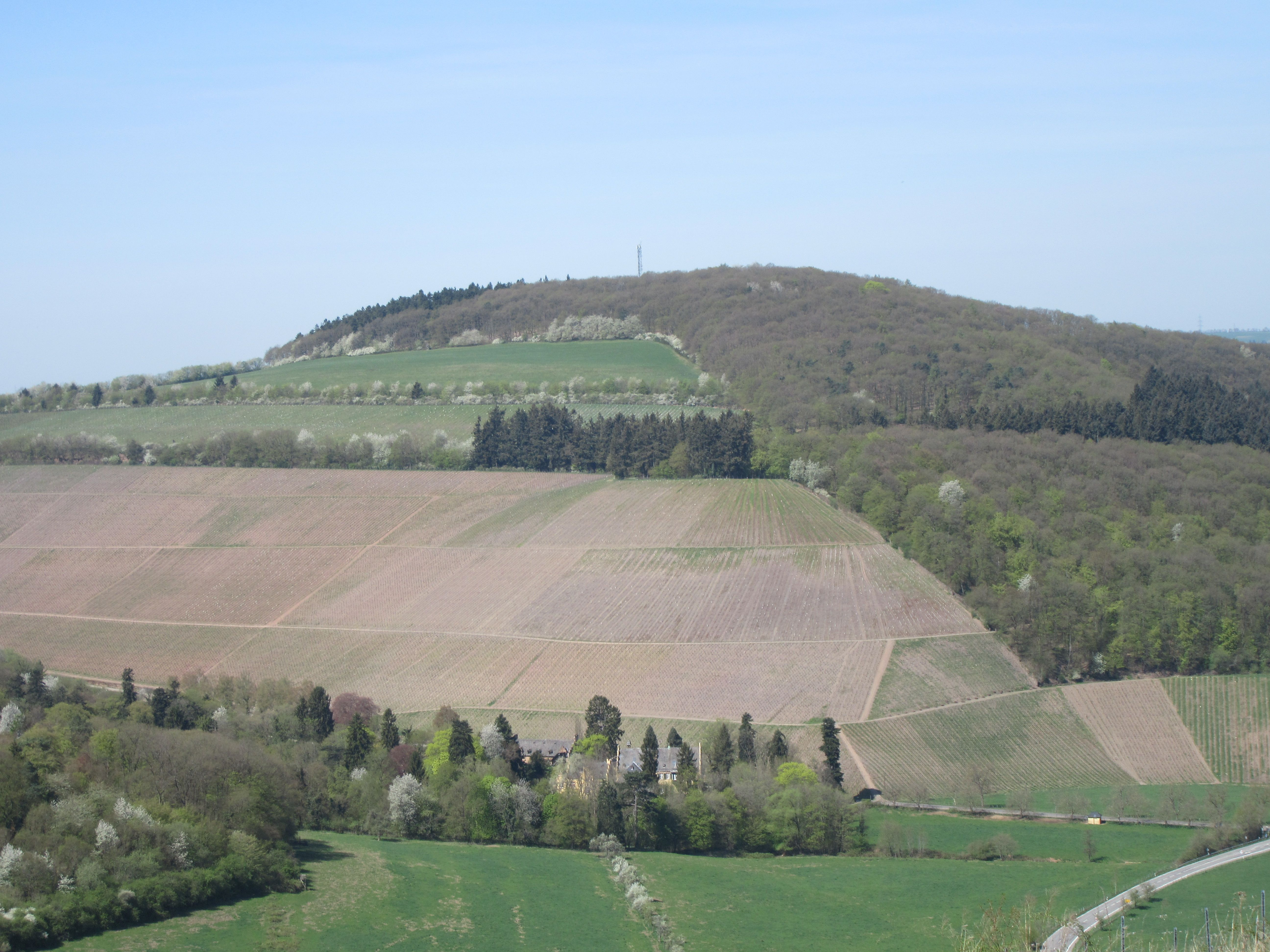
Grüneberg

Die Wirtschaft ist durch Land- und Forstwirtschaft, Weinbau und Tourismus geprägt,
historisch auch durch Schieferabbau im Ruwer-, Riveris- und Noßertal sowie Erzabbau (bei Pluwig). Den Bedürfnissen älterer und kranker Menschen kommt die DRK-Sozialstation in Waldrach entgegen, die auch die Aufgaben eines Pflegestützpunktes wahrnimmt. Mehrere Seniorenheime befinden sich im Bereich der Verbandsgemeinde.
Ansässig sind verschiedene Industrie-, Handwerks-, Handels- und Dienstleistungsunternehmen sowie mehrere landwirtschaftliche und Weinbau-Betriebe. Weingüter sind beispielsweise das Weingut Maximin Grünhaus, das Weingut Erben von Beulwitz, das Weingut Karlsmühle, das Dominikaner-Weingut C. von Nell-Breuning oder das Weingut Reichsgraf von Kesselstatt.
Industrie- und Gewerbegebiete befinden sich in Gusterath-Tal, Osburg-Neuhaus, Waldrach u. a. Bei Mertesdorf befindet sich an der Landesstraße 151 die Zentraldeponie des Zweckverbandes Abfallwirtschaft Region Trier mit der im Jahre 2007 fertiggestellten mechanisch-biologischen Mülltrocknungsanlage.
Zwischen Mertesdorf und Trier-Kürenz liegt am Grüneberg die Wehrtechnische Dienststelle 41 der Bundeswehr.
Durch das Gebiet der Verbandsgemeinde verläuft die Landesstraße 151 (ehem. Bundesstraße 52) sowie weitere Landes-, Kreis- und Gemeindestraßen. Nächstgelegene Autobahnen sind die A 602 (Trier – AD Moseltal) bei Kenn, die A 64 bei Trier-Ehrang, die nach Luxemburg führt, und die A 1 mit den Anschlussstellen AD Moseltal und Reinsfeld (Hochwald).
Die Orte der Verbandsgemeinde liegen im Bereich des Verkehrsverbundes Region Trier, der nächstgrößere Bahnhof ist Trier Hbf. Ein Moselhafen befindet sich in Trier-Ehrang. Die nächsten Flughäfen sind in Luxemburg, Hahn und Saarbrücken.
In den Gemeinden der Verbandsgemeinde befinden sich mehrere Geschäftsstellen bzw. Filialen der Sparkasse Trier und der Volksbank Trier Eifel sowie einige Postfilialen.
Flächennutzung: Die Bodenfläche beträgt insgesamt 126,6 km², davon
Landwirtschaftsfläche 32,0 %, Waldfläche 50,3 %, Wasserfläche 0,6 %, Siedlungs- und Verkehrsfläche 11,6 %, Sonstige Flächen 5,5 %.
Windenergieanlagen befinden sich auf den Höhen zwischen Gusterath und Trier-Irsch (Kuppensteiner Wild) sowie zwischen Waldrach und Fell (an der Landesstraße 151).

### Tourismus

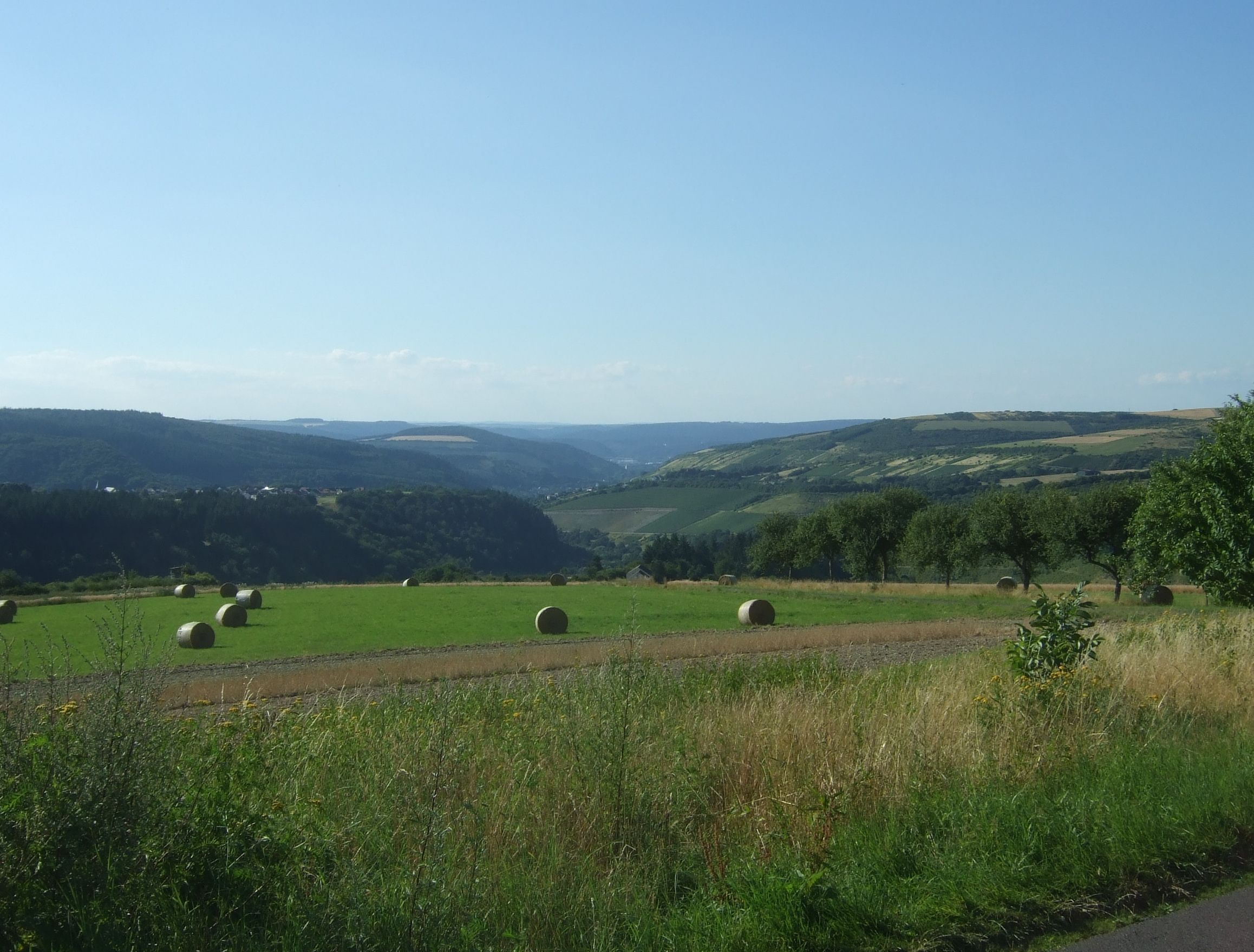
Ruwertal

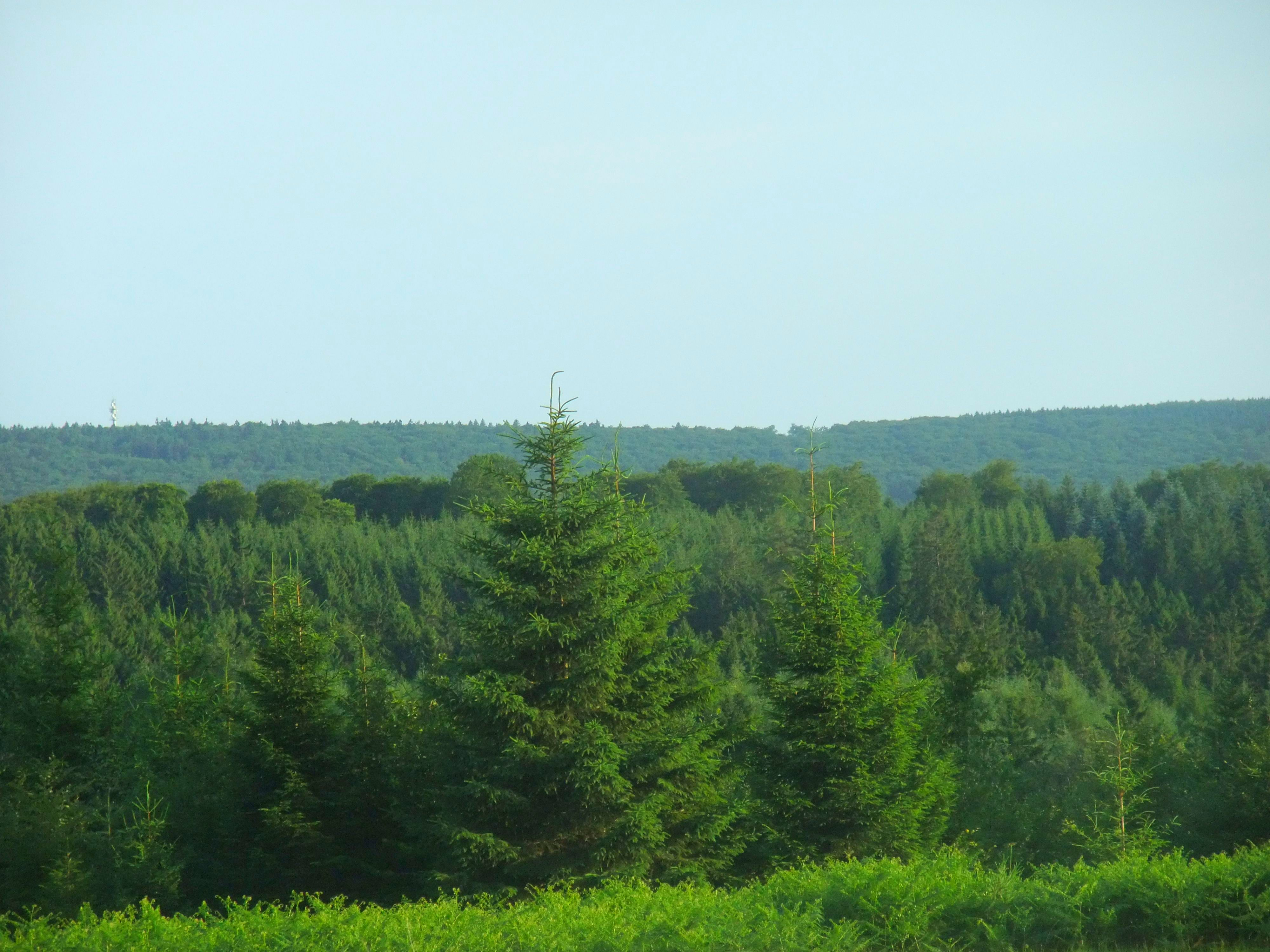
Osburger Hochwald

- Im Ruwertal entstand von 2005 bis 2009 auf der Trasse der ehemaligen Hochwaldbahn der Ruwer-Hochwald-Radweg.

- Zwei Etappen des Wanderweges Saar-Hunsrück-Steig führen durch das Gebiet der Verbandsgemeinde, und zwar die Etappe 26 mit einer Länge von 20,2 km (Stausee Kell – Bonerath – Riveris – Waldrach – Kasel/Mertesdorf) und die Etappe 27 (Kasel – Filsch – Trimmelter Hof) mit einer Länge von 15,3 km.[22] Traumschleifen am Saar-Hunsrück-Steig sind die Premiumwanderwege Schiefer-Wackenweg bei Thomm, Herl und Fell (12 km), der Morscheider Grenzpfad bei Morscheid (13,5 km) sowie der Römer-Keltenpfad bei Farschweiler und Lorscheid (13 km). Im Mai 2014 wurde der Romika-Weg (10,4 km) bei Gusterath-Tal, Gusterath, Pluwig und Lonzenburg fertiggestellt und im September 2015 die Trierer Galgenkopftour (15,8 km) bei Korlingen, Tarforst, Filsch und Irsch. Der Ausoniusweg von Bingen am Rhein nach Trier führt von Fell kommend durch Mertesdorf nach Trier sowie der auf derselben Trasse verlaufende Hunsrücker Jakobsweg.

- Eine touristische Straße ist die Ruwer-Riesling-Route (Ruwer-Riesling-Weinstraße) durch das Ruwertal.

- Staatlich anerkannte Erholungsorte sind die Ruwertalgemeinden Mertesdorf und Waldrach.

- Freizeitmöglichkeiten sind neben den ausgeschilderten Wanderwegen im Ruwer- und Riveristal und im Osburger Hochwald die Barfußpfade an einem Wanderweg zwischen Pluwigerhammer und der Raulsmühle sowie in Riveris am Wassertretbecken, Bouleplätze in Farschweiler, Gusterath, Holzerath, Kasel, Korlingen, Morscheid, Osburg und Thomm, die Falkenstation in Schöndorf, Fitnessstudios in Mertesdorf und Osburg-Neuhaus, das Freibad „Ruwertal“ in Mertesdorf oder die Freizeitanlage bei Holzerath am Stausee am Grindelbach. Grillhütten befinden sich in Gusterath, Holzerath, Lorscheid, Ollmuth, Osburg, Pluwig, Riveris und Thomm, Kegelbahnen in Gusterath-Tal, Korlingen, Osburg, Pluwig, Riveris, Schöndorf und Thomm, Sportplätze in den Ortsgemeinden Farschweiler, Gutweiler, Kasel, Lorscheid, Mertesdorf, Morscheid, Osburg, Pluwig, Schöndorf, Thomm und Waldrach. Tennisplätze sind in Gusterath, Gutweiler, Kasel, Mertesdorf, Osburg und Waldrach. In Kasel gibt es darüber hinaus eine Tennishalle. Volleyballanlagen befinden sich in Kasel, Korlingen, Mertesdorf, Osburg und Pluwig. Wassertretbecken sind in Farschweiler an der Hauptstraße/Unterm Wehlenkopf, in Holzerath bei der Freizeitanlage am Stausee, in Morscheid bei der Praßwies und in Riveris unterhalb der Talsperre am Waldfestplatz. Für das Hobby des Geocaching gibt es im Bereich der Verbandsgemeinde zahlreiche Verstecke (Geocaches).

- Der Wanderweg RT1 verläuft durch die Ortslage von Waldrach sowie östlich von Waldrach durch die Weinberge und südwestlich in Richtung Korlingen und zur Naumeter Kupp. Von dort über die Gotterhütte wieder zurück nach Waldrach.[23] Der Wanderweg RT2 hat eine Länge von 13,7 km und führt von Osburg über Thomm, durch Herl und Farschweiler vorbei am Forsthaus Sternfeld zurück nach Osburg.[24]

- Die Tempelanlage Beim Lindenkreuz, Gusterath,[25] das Fürstengrab von Thomm oder die Römische Ruwerwasserleitung bei Waldrach wurden in einem Projekt der Universität Trier als Augmented-Reality-Objekte dargestellt.[26]

### Medien
Örtliche Medien sind der Trierische Volksfreund, historisch auch die Trierische Landeszeitung (bis 1974), und der Mosel-Ruwertaler Wochenspiegel (seit 1984). Das Mitteilungsblatt der Verbandsgemeinde Ruwer erschien 1971 und ab 1974 als Amtsblatt der Verbandsgemeinde Ruwer. Es enthält seit 1999 auch die Mitteilungen, Informationen und amtlichen Bekanntmachungen der Kreisverwaltung Trier-Saarburg. Ein weiteres Medium ist seit 1998 die Website der Verbandsgemeinde Ruwer, ruwer.de.

### Öffentliche Einrichtungen

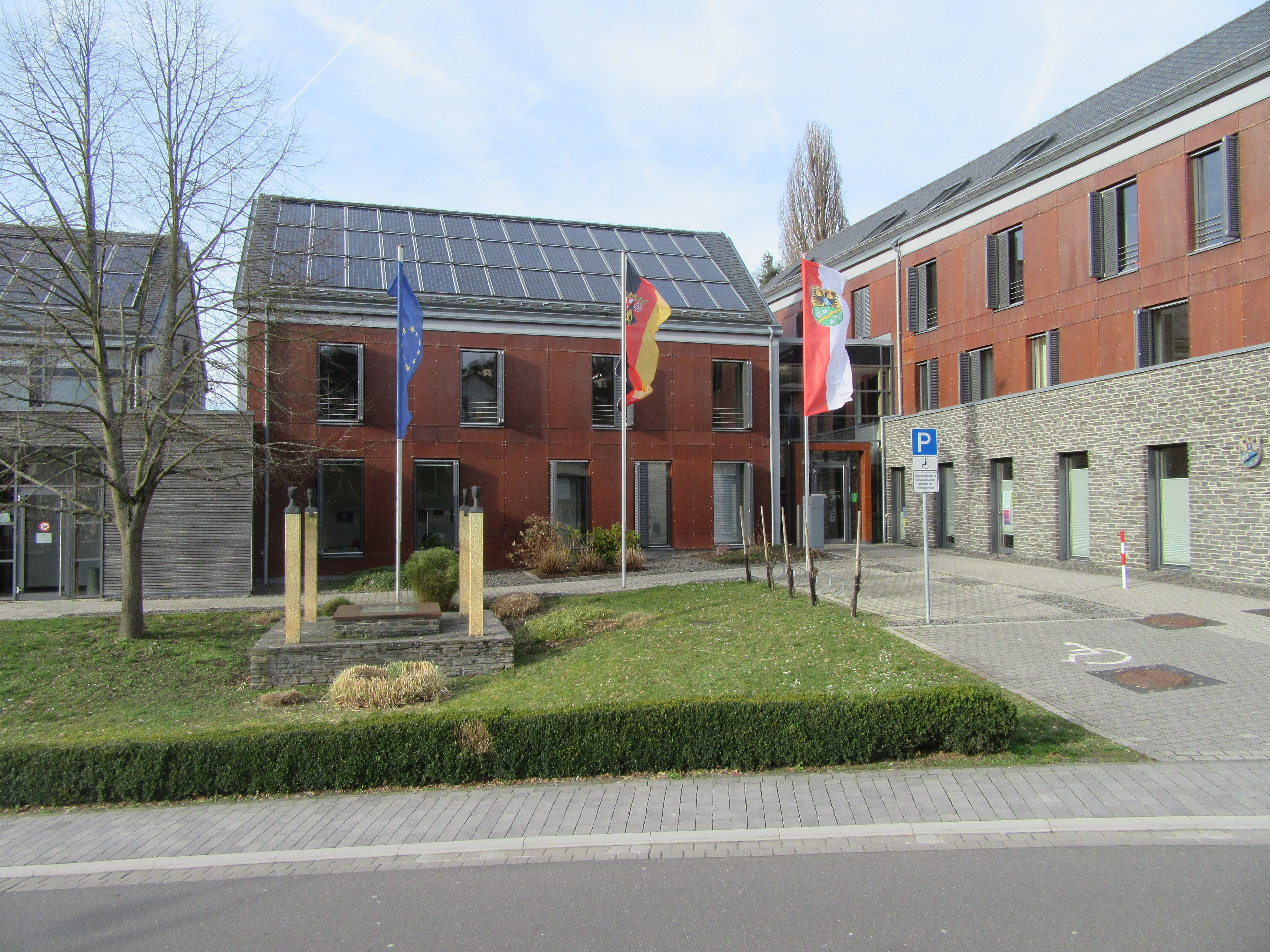
Eingang Rathaus Waldrach

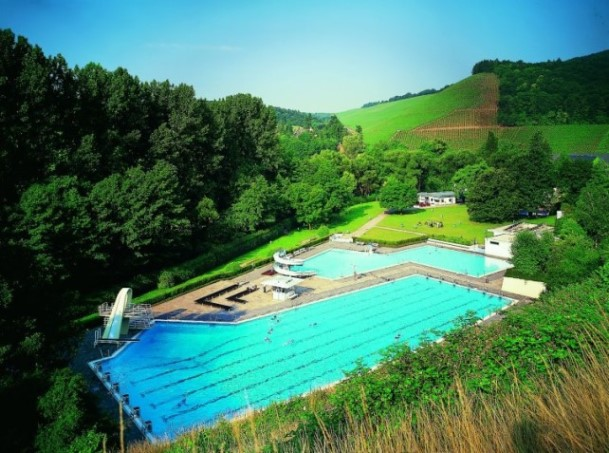
Freibad Unteres Ruwertal

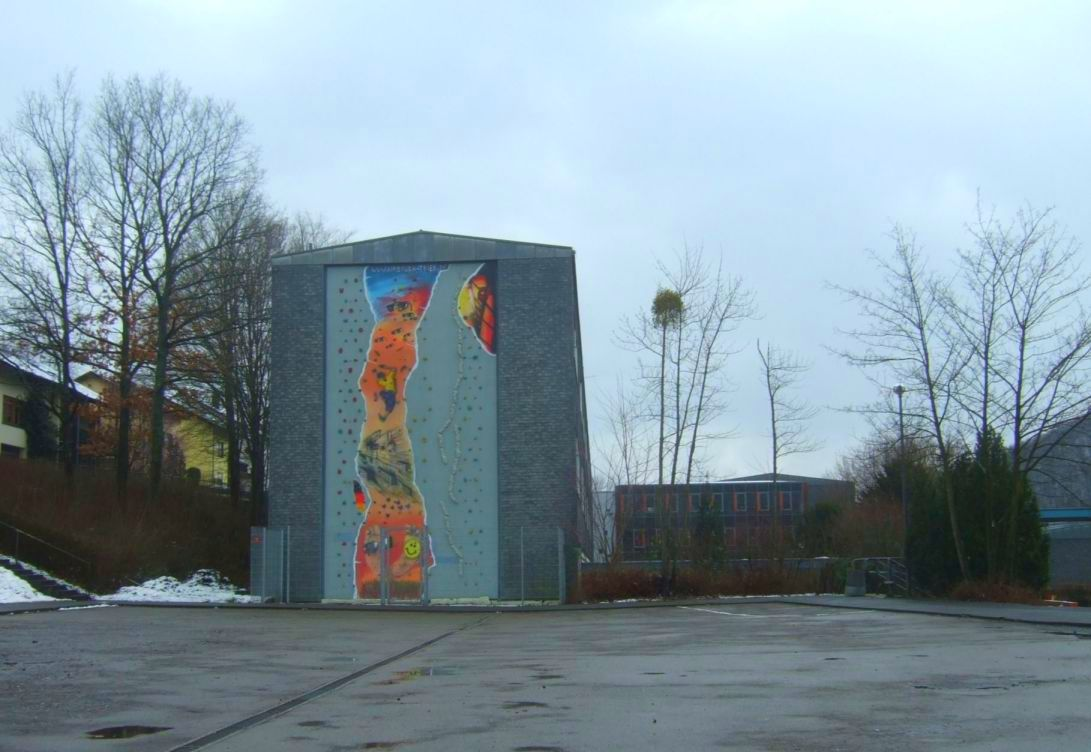
Schulgebäude in Waldrach

Im Bereich der Verbandsgemeinde gibt es 20 örtliche Feuerwehreinheiten sowie mehrere Jugendfeuerwehren.
Wehrleiter der Verbandsgemeinde Ruwer war von 1987 bis 2013 Josef Hartmann, dem im November 2009 das Goldene Feuerwehr-Ehrenzeichen am Bande von Landrat Günther Schartz verliehen worden war. Sein Nachfolger war bis März 2016 Christian Kühn aus Pluwig.
Seit Mai 2016 ist Frank Rohde aus Kasel Wehrleiter der Verbandsgemeinde.
Die Feuerwehreinsatzzentrale der Verbandsgemeinde Ruwer ist im Feuerwehrhaus der Freiwilligen Feuerwehr in der Hermeskeiler Straße in Waldrach eingerichtet.
Seit Dezember 2019 sind die First-Responder-Gruppen in der Verbandsgemeinde Ruwer organisatorisch den Feuerwehren der VG als zusätzliche Facheinheit zugeordnet.
Weitere öffentliche Einrichtungen sind die Schulturnhallen in Gusterath, Schöndorf und Waldrach sowie die Altenberghalle in Gutweiler, die Ruwertalhalle in Mertesdorf und die Sporthalle Pluwig.
Der Grundstein für die neue Mehrzweck-Sporthalle in Osburg wurde am 8. Dezember 2010 gelegt, die Einweihung der Halle erfolgte am 31. März 2012.
Die Versorgung mit Trinkwasser nach der Trinkwasserverordnung erfolgt durch den Zweckverband Wasserwerk Ruwer für alle Gemeinden der Verbandsgemeinde bis auf Gutweiler, Korlingen und Sommerau, die durch die Stadtwerke Trier versorgt werden. Darüber hinaus erhalten die Trierer Stadtteile Ruwer und Eitelsbach sowie die Gemeinden Franzenheim und Hockweiler im Bereich der Verbandsgemeinde Trier-Land und Pellingen (in der Verbandsgemeinde Konz) das Wasser durch das Wasserwerk Ruwer. Von den vier Wasseraufbereitungsanlagen in Holzerath, Lorscheid, Osburg und Riveris wird das Wasser zu den 14 Wasserhochbehältern mit insgesamt 8.830 m³ Gesamtspeichervolumen geleitet und dann in die Ortsnetze verteilt. Der Wasserhärtegrad im Bereich des Wasserwerks ist weich. Für die Abwasserbeseitigung im Bereich der Verbandsgemeinde ist der Eigenbetrieb Abwasserwerk Ruwer zuständig. Die Klärung der Abwässer erfolgt im Klärwerk Ruwertal sowie in den Klärteichen Farschweiler/Herl und Lorscheid.
Der Zweckverband Freibad Ruwertal hat die Aufgabe, das seit 1967 bestehende Freibad in Mertesdorf zu betreiben und zu unterhalten. Ihm gehören an die Verbandsgemeinde Ruwer und die Stadt Trier. Das Freibad verfügt über ein 50-m-Schwimmerbecken mit Sprungturm, ein Nichtschwimmerbecken mit Rutsche und Wasserfall, ein Planschbecken mit Spielgeräten und ein Gartenrestaurant.
Die Friedhofszweckverbände Gutweiler (für die Gemeinden Gutweiler, Korlingen und Sommerau) und Schöndorf (für die Gemeinden Bonerath, Hinzenburg, Holzerath, Ollmuth und Schöndorf) werden von der Verbandsgemeinde verwaltet und erfüllen die Aufgaben nach dem Bestattungsrecht.
Etwas mehr als die Hälfte des Gebietes der Verbandsgemeinde ist bewaldet. Die zuständigen Forstämter sind das Forstamt Hochwald in Dhronecken bzw. das Forstamt Trier im Forsthaus in der Quint.
Die Verbandsgemeinde Ruwer ist in drei Schiedsamtsbezirke eingeteilt: Waldrach, Osburg und Pluwig.

### Bildung
In der Verbandsgemeinde befinden sich die Grundschulen Farschweiler, Gusterath-Pluwig, Mertesdorf-Kasel, Osburg, Schöndorf und Waldrach sowie die Realschule plus in Waldrach. Die Schulen sind teilweise als Ganztagsschule eingerichtet. Außenstellen der Volkshochschule sind in Gusterath, Gutweiler, Kasel, Mertesdorf, Osburg und Waldrach. Gemeindliche oder kirchliche Kindertagesstätten gibt es in Gusterath, Gutweiler, Holzerath, Kasel, Lorscheid, Mertesdorf, Morscheid, Osburg, Pluwig, Thomm und Waldrach. Weiterführende Schulen befinden sich in den umliegenden Städten Trier, Schweich und Hermeskeil.